# Manuel Girón
Manuel Girón Bazán, alies "Girón" (Barrios de Salas, Lleó, 1919 - Molinaseca, Lleó, 1951) va ser un guerriller antifranquista espanyol. Va actuar principalment a Lleó i Galícia, un dels principals dirigents de la Federación de Guerrillas de León-Galicia.

## Biografia
Va néixer en la localitat de Barrios de Salas, en El Bierzo (Lleó). De família camperola, ell mateix va ser camperol.
Després de lluitar durant la Guerra Civil en el front d'Astúries es va integrar en les partides de fugits al costat del seu germà, amb tan sols 26 anys. Era membre del sindicat UGT i, d'haver estat detingut, li hagués esperat la mateixa destinació de molts dels seus companys del sindicat, que van ser afusellats. Acabarien per refugiar-se en serra Calba, en els límits entre la província de Lleó i Galícia. Cap de partida, actuaria en els concejos orensans de Bolo, A Veiga, Carballeda de Valdeorras i Viana do Bolo, i també a la comarca zamorana de Sanabria.
En 1949 abandonaria aquesta zona, per a actuar amb major intensitat en les comarques lleoneses de La Cabreira i El Bierzo. Víctima d'una emboscada, va ser assassinat en Molinaseca (Lleó) en 1951.